# Торес дел Пайне
„Торес дел Пайне“ (на испански: Parque Nacional Torres del Paine, в превод от мапуче пайне - син, т.е. Торес дел Пайне - сините кули) е национален парк в Чили.

## История
Националният парк е създаден през 1959 г.. През 1978 г. е обявен от ЮНЕСКО за биосферен резерват .

## География
Националният парк Торес дел Пайне е разположен в южната част на Чили, в Патагония, в региона Магалянес и Чилийска Антарктика. Най-близките градове са Пуерто Наталес - на 140 км. на юг и Пунта Аренас на 312 км. на юг от парка. На север Торес дел Пайне граничи с Аржентина, на запад – с глетчера Грей и езерото Лаго Грей, на юг – с езерото Лаго дел Торо, на изток – с езерото Сармиенто де Гамбоа.
Националният парк се разпростира върху площ от 2 420 км². Неговата територия е заета от множество планини (с височина до 3 000 м), глетчери, фиорди и езера. Трите иглоподобни гранитни върхове Торес дел Пайне са символ на нациналния парк, с височина от 2 600 до 2 850 метра, разпологжени в центъра на парка. Южно от тези върхове е езерото Норденшелд, наречено в чест на шведския изследовател Адолф Ерик Норденшелд. Най-високата точка в парка е планината Пайне Гранде с височина 3 050 м.
В националния парк Торес дел Пайне преобладаващ е умерения климат. През лятото средната температура е около 11 °C, през зимата – около 1 °C.

## Флора и фауна
Националният парк се отличава с природно разнообразие. В него се намират ледници, планински масиви, езера, степи и гъсти гори с кипарисови, букови и eкстоксикови дървета, а също и много цветя, в т.ч. и орхидеи.
От представителите на животинския свят обитаващи парка, се срещат пума, котка на Жофроа, гуанако, дарвиново нанду, южноамерикански кондор; както и голямо разнообразие от птици.
Националният парк Торес дел Пайне е един от най-посещаваните туристически обекти в Чили. По информация за 2005 г., паркът е посетен от повече от два милиона туристи.